# Comuna Iosîpivka, Malîn
Iosîpivka (în ucraineană Йосипівська сільська рада) este o comună în raionul Malîn, regiunea Jîtomîr, Ucraina, formată din satele Budnîțke, Huteanske, Iosîpivka (reședința) și Lîpleanî.

## Demografie
Componența lingvistică a comunei Iosîpivka
     Ucraineană (98,8%)
     Alte limbi (1,2%)
Conform recensământului din 2001, majoritatea populației comunei Iosîpivka era vorbitoare de ucraineană (98,8%), existând în minoritate și vorbitori de alte limbi.